# Liste des résolutions du Conseil de sécurité des Nations unies sur le Burundi
Cet article dresse une liste des résolutions du Conseil de sécurité des Nations unies concernant le Burundi.

## Burundi
En forme longue la république du Burundi, en kirundi Republika y'u Burundi.
- Résolution 173 : admission du Burundi aux Nations unies (26 juillet 1962 lors de la 1017e séance).
- Résolution 1012 : la situation au Burundi (création de la Commission d’enquête internationale au Burundi)
- Résolution 1040 : concernant le Burundi. C'est la première résolution à évoquer la rule of law (mais la version française ne parle que de « rétablissement de l'ordre » et non d'État de droit), nonobstant le préambule de la résolution 161 de 1961 concernant le Congo. De telles activités impliquent l'usage des missions UNCIVPOL (entraînement des forces de police, etc.), le renforcement des institutions judiciaires locales, etc.
- Résolution 1049 : la situation au Burundi.
- Résolution 1072 : la situation au Burundi
- Résolution 1286 : situation au Burundi.
- Résolution 1375 : la situation au Burundi.
- Résolution 1545 : la situation au Burundi.
- Résolution 1577 : la situation au Burundi.
- Résolution 1602 : la situation au Burundi.
- Résolution 1606 : la situation au Burundi.
- Résolution 1641 : la situation au Burundi.
- Résolution 1650 : la situation au Burundi.
- Résolution 1653 : la situation dans la région des Grands Lacs africains.
- Résolution 1692 : la situation au Burundi.
- Résolution 1719 : la situation au Burundi.
- Résolution 1791 : la situation concernant le Burundi.
- Résolution 1858 : la situation au Burundi.
- Résolution 1902 : la situation au Burundi.
- Résolution 1959 : la situation au Burundi (adoptée le 16 décembre 2010).
- Résolution 2027 : la situation au Burundi (adoptée le 20 décembre 2011).
- Résolution 2090 : la situation au Burundi (adoptée le 13 février 2013 lors de la 6918e séance).
- Résolution 2137 : la situation au Burundi (13 février 2014 lors de la 1017e séance).
- Résolution 2248 : la situation au Burundi (adoptée le 12 novembre 2015).
- Résolution 2279 : la situation au Burundi (adoptée le 1er avril 2016).
- Résolution 2303 : la situation au Burundi (adoptée le 29 juillet 2016).